# Augustin Voit

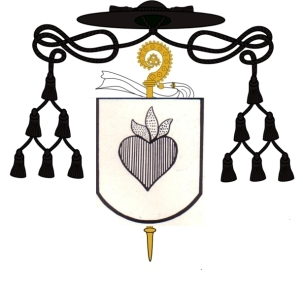
Das Wappen des Abtes Augustin Voit

Augustin Voit (bürgerlicher Name: Georg Adam Voit; * um 1643 in Gerolzhofen; † 27. August 1704) war von 1691 bis 1704 Abt des Benediktinerklosters in Münsterschwarzach.

## Münsterschwarzach vor Voit
Die Abtei Münsterschwarzach wurde das gesamte 16. Jahrhundert hindurch in die Auseinandersetzungen zwischen Katholiken und Protestanten hineingezogen, die das sie umgebende Bistum Würzburg erschütterten. Das Kloster wurde mit Kanonen ausgestattet, um im Dreißigjährigen Krieg verteidigt werden zu können. Gleichzeitig begann unter dem Abt Johannes Kassian Speiser die Veruntreuung des Klosterbesitzes, die der Abt praktizierte.
Im Jahr 1631 floh der Konvent vor den anrückenden Schweden, die Abtei wurde in ein Soldatenquartier umgewandelt. Als die Mönche zurückkehrten begann der Wiederaufbau der heruntergekommenen Gebäude. Voits Vorgänger Abt Plazidus Büchs forcierte den Wiederaufbau der Konventsgebäude und ließ auch die Klosterdörfer, die unter dem Krieg zu leiden hatten, wiederaufbauen. Dennoch trat nun ein Konflikt im Konvent offen zutage, der, nach dem Tod des Abtes Plazidus, Visitatoren des Stephanskloster in Würzburg die Abtei besuchen ließen.

## Leben

### Frühe Jahre
Augustin Voit wurde um 1643 als Georg Adam Voit im unterfränkischen Gerolzhofen geboren. Über seine Familie ist nur wenig bekannt. Sein Vater, hieß wohl Georg Voit und ist 1644 als Gerolzhofener Bürger überliefert. Auch die Ausbildung des jungen Augustin, seine Schul- und Studienzeit, wird in den Quellen nicht erwähnt. Erst mit seinem Eintritt in die Abtei Münsterschwarzach wird Voit wieder fassbar. Diese erfolgte am 13. Mai 1665.
Am 3. Mai 1666 legte der junge Augustin in der Kirche des Klosters sein Gelübde ab. Es folgten die Stationen einer monastischen Karriere: Zum Subdiakon wurde Voit am 18. September 1666, Diakon am 17. Dezember 1667. Seine Priesterweihe erhielt Voit am 22. September 1668. Seinen ersten Gottesdienst, die Primiz, feierte er einige Tage später, am 30. September 1668, in der Klosterkirche in Münsterschwarzach.
Nachdem Voit zum Mönch aufgestiegen war, bekleidete er auch bald wichtige Ämter innerhalb der Klostergemeinschaft. Vor 1672 ist er als Küchenmeister überliefert, im September 1672 wurde er Subprior. Auch außerhalb des Konvents, in den abhängigen Dörfern der Abtei wirkte Voit als Seelsorger. Von 1674 bis 1686 übernahm er das Amt des Pfarrers im Klosterdorf Sommerach. Um einen Konflikt innerhalb des Konvents zu lösen, wurde er schließlich 1686 bis 1691 Prior unter dem Abt Plazidus I. Büchs.

### Als Abt
Nach dem Tod des Abtes zu Jahresbeginn 1691 leitete Voit am 25. Januar das Hl.-Geist-Amt in der Klosterkirche, bevor sich die Mönche zur Wahl zurückzogen. Zwei Stunden zog sich die Stimmabgabe hin, ehe Augustin Voit durch eine knappe Mehrheit zum neuen Abt gewählt wurde. Am 19. März 1691 um halb acht Uhr früh, erfolgte dann die Konfirmation in der Hofhaltung in Würzburg. Sie wurde vom Fürstbischof Johann Gottfried von Guttenberg durchgeführt.
Die Benediktion wurde ihm am 5. August 1691, am Fest Maria Schnee, in Münsterschwarzach erteilt. Ausführender Bischof war der Würzburger Suffragan Stephan Weinberger. Voit wurde in einer schwierigen Situation Abt: Der Klosterkonvent war gespalten, einige Mönche wünschten sich eine radikalere Armut und einen vollständigen Fleischverzicht der Klostermitglieder. Der neue Abt ließ bei seinem Herren, dem Würzburger Bischof, wegen der Reformen anfragen. Dieser lehnte jedoch ab und der Konvent blieb bis 1695 verstritten.
Gleichzeitig hatte der Abt mit einigen Teuerungen zu kämpfen, die eine indirekte Auswirkung des Pfälzischen Erbfolgekriegs auf die fränkische Abtei waren. Trotzdem gelang es Abt Augustin im Jahr 1692 die klostereigene Hochschule wieder zu eröffnen, in der mehrere Jahre lang kein Unterricht mehr gehalten worden war. Daneben ließ er die Bibliothek und das Klosterarchiv mit neuen Büchern und Handschriften ausstatten.
Wichtigste Impulse in Voits Amtszeit waren allerdings die Neubauten der Klostergebäude. 1695/1696 erhielt der Abt die Zustimmung und engagierte den Italiener Valentin Pezani, einen neuen Gästebau zu errichten. Bis 1697 war dieser fertiggestellt und es konnte ein neuer Konventsbau, der 1704 fertig wurde, in Angriff genommen werden. Ebenso kümmerte sich Voit um die Ausstattung der Klosterkirche. Am Mittwoch, den 27. August 1704 zwischen drei und vier Uhr nachmittags starb Augustin Voit.

## Wappen

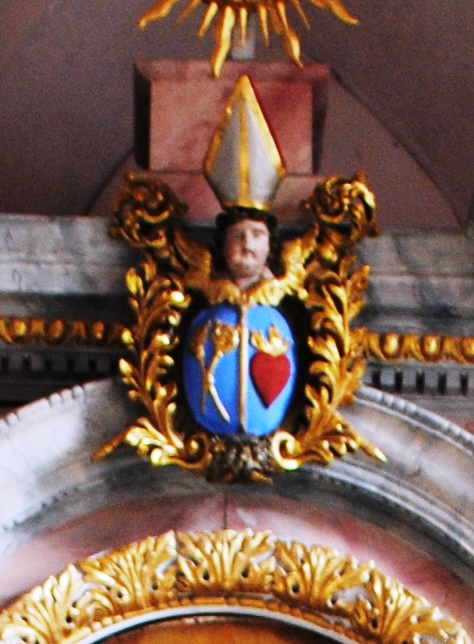
Das Wappen in Dimbach

Das Wappen des Abtes Augustin Voit zeigt in Silber ein rotes Herz mit goldener Flamme. Der Abt stattete die Klosterkirche des Klosters verschwenderisch aus, die Altäre und Kelche wurden allerdings bereits wenige Jahre nach seinem Tod mit dem Neubau der Kirche überflüssig und wurden in die Klosterdörfer verfrachtet. Zum einen ziert ein Email-Wappen einen Messkelch der Reupelsdorfer Pfarrkirche, zum anderen wurden Wappenversionen an den Seitenaltären der Kirchen in Reupelsdorf und Dimbach, sowie an der Dimbacher Orgel angebracht.